# 櫻井美希
櫻井 美希（さくらい みき、1991年6月24日 - ）は、日本の作曲家、編曲家。宮城県生まれ。日音所属。
宮城県宮城第一高等学校、東京藝術大学音楽学部音楽環境創造科卒業、同大学院音楽研究科音楽音響創造分野修了。

## 来歴
東京藝術大学を卒業。在学中よりアニメーションやCMなど様々なフィールドで作曲活動を行う。
主にTBSまたはMBS制作の番組の劇伴を務める。

## 主な作品

### アニメ
2019年
- TBS『アグレッシブ烈子』（田渕夏海、中村巴奈重と共同）
- TBS『五等分の花嫁』（田渕夏海、中村巴奈重と共同）
- TBS『まちカドまぞく』

2020年
- AT-X『放課後ていぼう日誌』
- MBS『乙女ゲームの破滅フラグしかない悪役令嬢に転生してしまった…』（田渕夏海・中村巴奈重・斎木達彦・兼松衆と共同）
- TBS 『安達としまむら』（田渕夏海、中村巴奈重と共同）

2021年
- TBS『五等分の花嫁∬』（中村巴奈重と共同）
- MBS『カノジョも彼女』（斎木達彦、青木沙也果と共同）
- MBS『乙女ゲームの破滅フラグしかない悪役令嬢に転生してしまった…X』

2022年
- 映画『五等分の花嫁』
- TBS『まちカドまぞく 2丁目』
- MBS『悪役令嬢なのでラスボスを飼ってみました』

2023年
- MBS『女神のカフェテラス』（兼松衆と共同）
- 『はめつのおうこく』
- 『五等分の花嫁∽』
- 『カノジョも彼女 Season 2』（佐久間奏、斎木達彦、中嶋純子と共同）

2024年
- 五等分の花嫁＊（田渕夏海、中村巴奈重と共同）

### ドラマ
2018年
- 東海テレビ『限界団地』（田渕夏海、中村巴奈重と共同）
- テレビ東京『犯罪の回送』
- 関西テレビ『僕らは奇跡でできている』（兼松衆、田渕夏海、中村巴奈重と共同）

2019年
- TBS『4分間のマリーゴールド』（兼松衆と共同）

2021年
- ytv『江戸モアゼル』（兼松衆、中村巴奈重と共同）
- MBS『REAL⇔FAKE 2nd Stage』
- TBS『TOKYO MER～走る緊急救命室～』（羽岡佳、斎木達彦と共同）

2023年
- MBS『REAL⇔FAKE Final Stage』
- WOWOW『ドラフトキング』

2024年
- 日本テレビ『先生さようなら』（田渕夏海と共同）

### 映画
2017年
- 『米軍が最も恐れた男 その名は、カメジロー』劇伴の一部を作曲（坂本龍一、田渕夏海、中村巴奈重、中野香梨と共同）

2019年
- 『米軍が最も恐れた男 カメジロー不屈の生涯』

2020年
- 日向坂46ドキュメンタリー映画『3年目のデビュー』（山田航平と共同）

2022年
- 日向坂46ドキュメンタリー映画『希望と絶望 』

2023年
- 『有り、触れた、未来』
- 『劇場版TOKYO MER〜走る緊急救命室〜』

### 楽曲提供
- Wakana『Wakana』Tr01『約束の夜明け』作編曲
- Sphere『10s』Tr07『パルタージュ』作編曲
- ライフリング4『GO!GO!Music Vol.1』Tr04 渋沢泉水（CV:熊田茜音）『Lovely Day』作編曲
- Wakana『magic moment』Tr02『揺れる春』作編曲

### 編曲
- Wakana『Wakana Covers〜Anime Classics〜』Tr.02「やさしさに包まれたなら」、Tr.07「風のとおり道」 編曲

### TV番組
- TBS『ビビット』テーマ音楽（2017.4〜2019.9）
- TBS『ビビット』レギュラーコーナーBGM（2017.4〜2019.9）
- TOKYO MX『TOKYO MX NEWS』テーマ音楽（2017.10〜）
- TBS『TBS NEWS』オープニング音楽（2018.04〜）
- TBS『はやドキ！』レギュラーコーナーBGM（2019.04〜）
- TBS『あさチャン!』レギュラーコーナーBGM（2019.04〜）
- TBS『Nスタ』テーマ音楽（2020.10〜）
- TBS『NEWS23』BGM
- TBS『THE TIME,』BGM
- SBS『LIVEしずおか』テーマ音楽(2022.04〜）

### CM
- SONY ActionCam Web-CM 音楽
- 赤ちゃん本舗 Web-CM 音楽
- 国民年金基金（2015年、2016年）
- Softbank『スマ変』（2015〜2016年、Web）
- 西武鉄道『川越縁結び編』(2019年）
- CANON CM　PIXUS「想い、出そう。」年賀状篇（2021）音楽、ピアノ演奏
- JAL CM「A350快適」篇　音楽

### その他
- 『美女と野獣 ～オルゴール～』（2018年、Walt Disney、編曲）
- TBS『アニメリコ』サウンドロゴ（2018.4〜2021.9）
- スーパーマーケットライフ　コーポレートソング　作編曲・歌唱
- スーパーマーケットライフ　60周年記念ソング　作編曲・歌唱
- TBS ブランドムービー　作曲